# Trisula variegata
Trisula variegata är en fjärilsart som beskrevs av Moore 1858. Trisula variegata ingår i släktet Trisula och familjen nattflyn. Inga underarter finns listade i Catalogue of Life.